# (462) Eriphyla
(462) Eriphyla ist ein Asteroid des Hauptgürtels, der am 22. Oktober 1900 vom deutschen Astronomen Max Wolf in Heidelberg entdeckt wurde.
Die zeitlosen (nichtoskulierenden) Bahnelemente von (462) Eriphyla sind fast identisch mit denjenigen des kleineren, wenn man von der Absoluten Helligkeit von 14,6 gegenüber 9,23 ausgeht, Asteroiden (9528) Küppers.
Der Name des Asteroiden ist von der mythologischen griechischen Frauenfigur Eriphyle abgeleitet.